# Bruno Onorato Fochesato
Bruno Onorato Fochesato (né le 7 août 1943 à Nogarole Vicentino en Vénétie) est un joueur de football italien, qui évoluait au poste de défenseur.

## Biographie
Formé par la Juventus, il fait ses débuts en professionnel à 19 ans le 27 mars 1963 à Turin lors d'un match de Coppa Italia perdu par les bianconeri 1-0 contre l'Hellas Vérone. 
Lors de la saison suivante, à la suite de la cession aux juventini de Carlo Dell'Omodarme et Adolfo Gori, il rejoint le SPAL Ferrare de Paolo Mazza, avec Dante Crippa et Giuseppe Castano. Il fait ses débuts en Serie A le 29 décembre 1963 contre l'AS Bari lors d'une défaite 1-0. À la fin de la saison, où Fochesato finit par devenir titulaire, le club est néanmoins relégué en Serie B.
La saison suivante, il inscrit le premier but de sa carrière contre Potenza le 31 janvier 1965 à Ferrare. Il continue ensuite à jouer quelques matchs avec les biancoazzurri mais voit peu à peu la concurrence s'agrandir avec Gianfranco Bozzao, Luigi Pasetti et Gennaro Olivieri. Il joue son dernier match de Serie A le 20 février 1966 à Milan contre l'AC Milan.
Il est ensuite vendu à Savone en Serie B mais, après être devenu titulaire, il ne joue que 5 matchs à la suite d'une grave blessure (fracture du tibia-péroné). Il met donc un terme à sa carrière après cette saison, à seulement 24 ans, mais continue ensuite quelque temps à jouer dans un club amateur durant les années 1960, l'U.S.D. Ciriè.